# Пино (Гросето)
Пино је насеље у Италији у округу Гросето, региону Тоскана.
Према процени из 2011. у насељу је живело 49 становника. Насеље се налази на надморској висини од 664 м.